# Podosphaeraster pulvinatus
Podosphaeraster pulvinatus är en sjöstjärneart som beskrevs av Ross Robert Mackerras Rowe och Nichols 1980. Podosphaeraster pulvinatus ingår i släktet Podosphaeraster och familjen Podosphaerasteridae. Inga underarter finns listade i Catalogue of Life.